# Ludoteca
Ludoteca é um equipamento cultural de natureza pública ou privada, dedicada ao fornecimento de ambiente e um catálogo de jogos para utilização ou empréstimo. O termo se confunde, principalmente em Portugal, com o que no Brasil é chamado de "brinquedoteca", tal como acontece com jogos e brinquedos. No entanto, há quem utilize o termo brinquedoteca com uma finalidade mais relacionada ao brinquedo e ao serviço da infância, enquanto ludoteca se constituiria em um espaço mais plural, com espaços e catálogos de jogos dedicados também ou mesmo especificamente a adultos.
A desambiguação entre brinquedoteca e ludoteca (e entre jogo e brinquedo) aparece mais raramente em textos de outras línguas (embora esteja citado no cânone da área Homo Ludens, do historiador Johan Huizinga), embora haja autores de língua portuguesa que elegem especificidades úteis, embora móveis. Isso se deve, possivelmente, ao fato de não haver diferença entre os termos usados para jogar e brincar em várias línguas européias: play em inglês, jugar em espanhol, spielen em alemão.
Em países como França e Espanha, as ludotecas estão amplamente difundidas com este nome (Ludothèque/Ludoteca) para múltiplos usos, enquanto que no Brasil, as brinquedotecas e ludotecas têm recebido uma atenção limitada dos governos, apesar dos esforços de organizações como a Associação Brasileira de Brinquedistas (ABA) e a rede de aprendizagem docente Ludus Magisterium.
Ludotecas podem ser criadas de forma independente, ou ser parte de uma brinquedoteca, uma biblioteca ou outro local similar.

## Definição e etimologia
Segundo o dicionário Dicio, uma ludoteca é um "lugar que incentiva a aprendizagem através de objetos lúdicos, especialmente brinquedos, atividades criativas e jogos, estimulando a criança a aprender enquanto brinca; briquedoteca." Essa visão, porém, retrata jogos apenas como uma atividade infantil, o que retrata apenas uma parte de sua utilização, já que jogos são atividades culturais e servem tanto de entretenimento como de meio de incentivar o aprendizado também de adultos.
O termo tem como origem etimológica a palavra latina ''Ludus'' (Jogo/brinquedo) e a palavra grega ''Teka'' (local de depósito).

## Luderias e Tabuleirias
Luderias, são estabelecimentos comerciais dedicados a jogos, possuindo uma ludoteca onde os jogos podem ser jogados no local ou emprestado, mediante pagamento de entrada, aluguel, ou consumo de outros serviços, como lanches ou bebidas. Quando dedicadas a jogos de tabuleiro também são chamadas de Tabuleirias. No Brasil, esse tipo de serviço pode ser encontrado em grandes cidades, como as principais capitais do Brasil, mas ainda é um negócio em seu início. Alguns desses estabelecimentos usam o nome Ludoteca em sua marca.